# 赫拉德茨-克拉洛韦大学
赫拉德茨-克拉洛韦大学 (捷克文：Univerzita Hradec Králové)是一所建立于2000年6月21日的公立大学，可以追溯到1959年。该大学有约6500名学生，是东波西米亚地区的主要教研机构。